# Dysrhaphie
Dysrhaphie (von griechisch ῥαφή Rhaphe, deutsch ‚Naht‘) bezeichnet eine Erkrankung mit einer Störung des Verschlusses der Mittellinie während der Embryonalentwicklung.
Meist ist damit eine Gruppe von angeborenen Fehlbildungen aufgrund gestörten Schlusses des Neuralrohres im Bereich des Schädels, der Wirbelsäule und des Rückenmarks gemeint, bei welchen sich die Neuralplatte des Embryos nicht wie sonst zu einem Rohr schließt, sondern bis zur Geburt mehr oder weniger offen bleibt. Die Folge sind – je nach Ausmaß – Störungen der Nervenversorgung unterhalb der fehlverschlossenen Höhe. Oft haben die betroffenen Kinder gleichzeitig angeborene Hautveränderungen, Wirbelsäulenverkrümmung und Fehlbildungen der Arme und Beine. Eine Minderversorgung der Schwangeren mit dem Vitamin Folsäure erhöht die Fehlbildungsrate.
Bekannte Beispiele aus dem dysraphischen Formenkreis sind:
- Dandy-Walker-Fehlbildung mit Schlusstörung in Höhe des IV. Ventrikels
- Spina bifida mit Spaltung oder Fehlens des Dornfortsatzes an einem oder mehreren Wirbelkörpern
- Meningozelen mit örtlich begrenzter Spaltbildungen der Wirbelsäule, durch die sich sackförmig Anteile der Rückenmarkshäute vorwölben
- Meningomyelozele mit Vorwölbung von Teilen des Rückenmarkes, eventuell durch Fettanteile zum Lipomeningomyelozele kompliziert
- Diastematomyelie ist eine Spaltbildung des Rückenmarks in zwei Hälften aufgrund eines spornartigen Septum innerhalb der Wirbelsäule
- Rachischisis und Myeloschisis bei ausbleibendem Verschluss des Rückenmarkes selbst
- Embryonale Arachnoidalzyste bei Störung des Verschlusses der Dura

Als Folge der embryonalen Störung liegen mitunter lediglich Gewebsanomalien wie Dermoidzyste, Teratom oder Lipom vor.
Eine Sonderform ist das Currarino-Syndrom.
Alle diese Fehlbildungen verursachen in unterschiedlichem Maß Lähmungen der Arme und Beine, Schmerzen, Spastik, Wahrnehmungsstörungen, Blasen-/Darmentleerungsstörungen und weitere neurologische Symptome. Leichtere Dysrhaphien können nach einigen Jahren zu Schädigung des Rückenmarks führen oder es an der Wirbelsäule so fixieren, dass es mit dem Körperwachstum zunehmend gedehnt und überlastet wird (Tethered cord).
Die Diagnose kann bereits während der Schwangerschaft sonografisch gestellt werden. Damit entstehen nicht selten die typischen ethischen Probleme der vorgeburtlichen Diagnostik. Kinder mit Dysrhaphien sind meist lebensfähig, haben jedoch vielfach diverse operative Eingriffe und lebenslange Behinderung zu erwarten.
Unter den Begriff „Dysrhaphie“ bzw. Dysrhaphische Störung fallen aber auch Mittellinien-Defekte wie die Frontonasale Dysplasie.